# Завод метанолу у Сухарі
Завод метанолу у Сухарі — підприємство оманської хімічної промисловості, споруджене на півночі країни в потужній індустріальній зоні Сухар.
У 2007-му в Сухарі став до ладу завод метанолу потужністю 3000 тонн на добу (номінальна річна потужність 1050 тисяч тонн). Сировиною для його виробництва є природний газ, що надходить з центральної частини країни по системі Сайх-Равл—Фахуд—Сухар.
Продукція відвантажується на експорт морським шляхом, при цьому взято в довгостроковий фрахт хімічні танкери «Gulf Elan» та «Gulf Esprit».
Проєкт реалізували через компанію Oman Methanol Company (OMC), власниками якої були місцева Oman Methanol Holding Company (30 % участі, в свою чергу належить Omar Zawawi Establishment), Methanol Holdings International Limited (50 %, належить до швейцарської групи Proman) та Ferrostaal AG. Наразі на сайті заводу зазначено, що власниками є Oman Methanol Horizon Company та все та ж Methanol Holdings International Limited.